# Заборовка (Самарская область)
Заборовка — село в Сызранском районе Самарской области России. Административный центр и единственный населённый пункт сельского поселения Заборовка.

## География
Село находится в западной части Самарской области, в пределах Приволжской возвышенности, в лесостепной зоне, на берегах реки Крымзы, на расстоянии примерно 6 километров (по прямой) к северо-западу от города Сызрани, административного центра района. Абсолютная высота — 115 метров над уровнем моря.
Климат
Климат характеризуется как умеренно континентальный. Среднегодовая температура — 4,7 °C. Средняя температура воздуха самого тёплого месяца (июля) — 20,8 °C (абсолютный максимум — 39 °C); самого холодного (января) — −11,7 °C (абсолютный минимум — −44 °C). Среднегодовое количество атмосферных осадков составляет 470 мм, из которых около 305 мм выпадает в период с апреля по октябрь. Снежный покров образуется в третьей декаде ноября и держится в течение 138 дней.
Часовой пояс
Село Заборовка, как и вся Самарская область, находится в часовой зоне МСК+1. Смещение применяемого времени относительно UTC составляет +4:00.

## История
При создании Симбирского наместничества в 1780 году, деревня Ивановская Заборовка, помещиковых крестьян, вошла в состав Сызранского уезда.

## Население
| 2010  | 2012  | 2013  | 2014  | 2015  | 2016  | 2017  |
| ----- | ----- | ----- | ----- | ----- | ----- | ----- |
| 1356  | ↗1367 | ↗1378 | ↗1397 | ↗1407 | ↗1416 | ↘1414 |
| 2018  | 2019  | 2020  | 2021  |       |       |       |
| ↘1403 | ↘1381 | ↘1357 | ↘1224 |       |       |       |

Половой состав
По данным Всероссийской переписи населения 2010 года в гендерной структуре населения мужчины составляли 47,5 %, женщины — соответственно 52,5 %.
Национальный состав
Согласно результатам переписи 2002 года, в национальной структуре населения русские составляли 71 % из 1426 чел.